# Ԭ
La ligature dtché (capitale Ԭ et minuscule ԭ) est une ligature qui a été utilisée dans l’écriture du komi-zyriène.

## Utilisations
En komi-zyriène, le ԭ a été utilisé par certains auteurs au XIXe siècle.

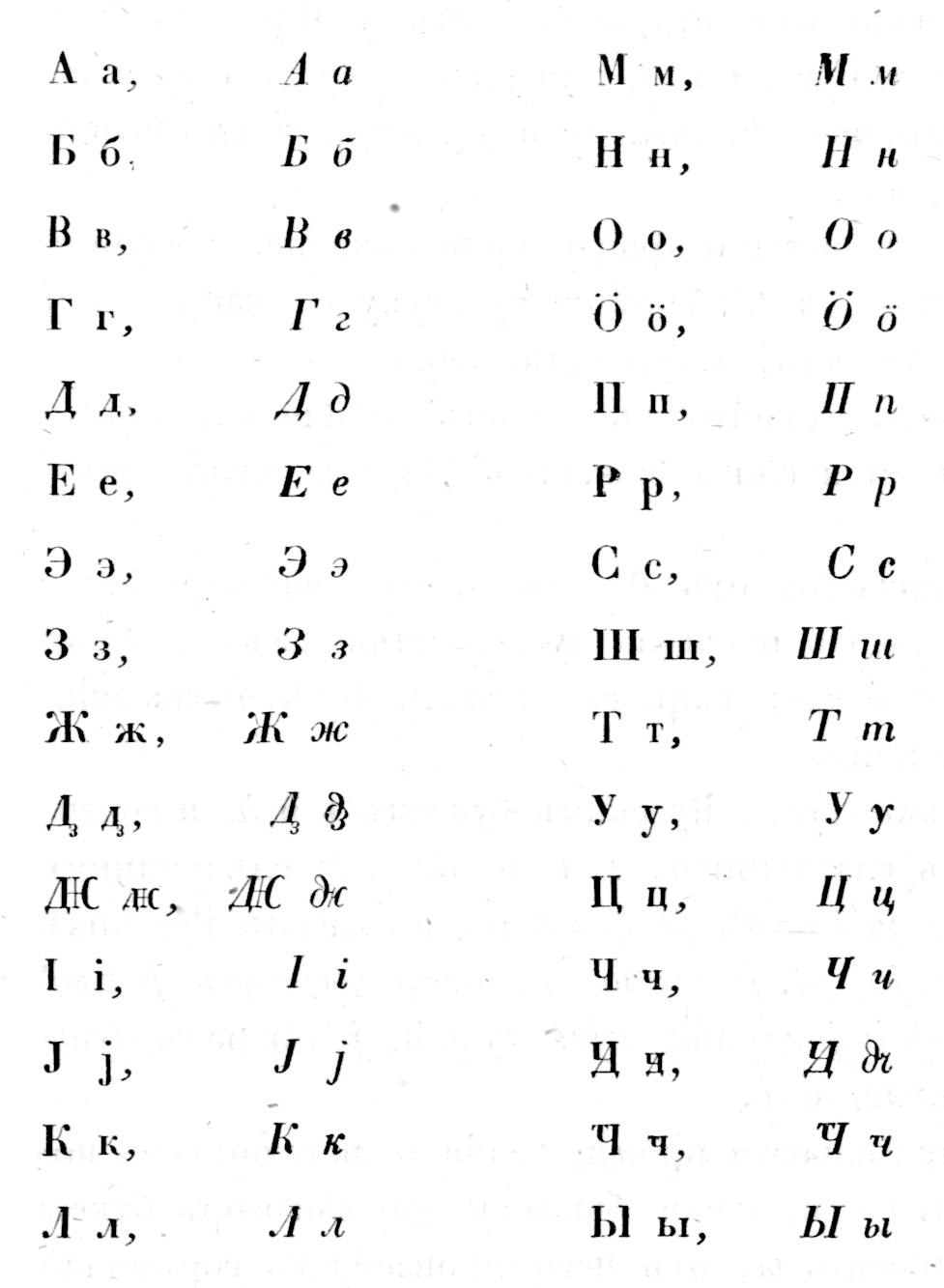
Alphabet komi-zyriène en 1850.

## Représentation informatique
La ligature djjé peut être représentée avec les caractères Unicode suivants  :
| formes    | représentations | chaînes de caractères | points de code | descriptions                        |
| --------- | --------------- | --------------------- | -------------- | ----------------------------------- |
| capitale  | Ԭ               | Ԭ                     | U+052C         | ligature majuscule cyrillique dtché |
| minuscule | ԭ               | ԭ                     | U+052D         | ligature minuscule cyrillique dtché |